# Elle Evans

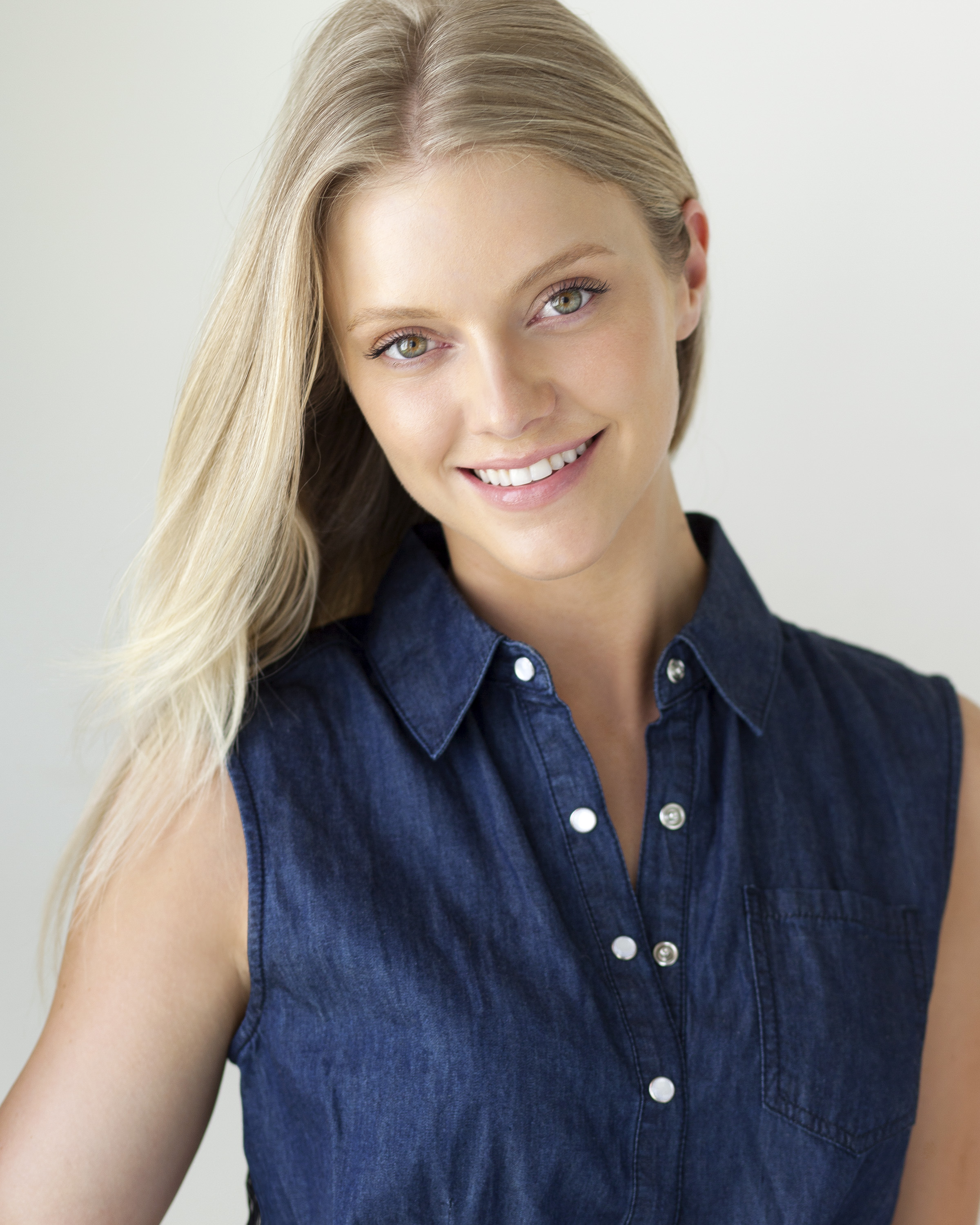
Elle Evans

Elle Evans (* 9. Dezember 1989 in Paris, Texas) ist ein US-amerikanisches Model und Filmschauspielerin.

## Leben
Elle Evans wuchs in Louisiana auf und studierte Journalismus an der Northwestern State University. 2008 wurde sie zur „Miss Louisiana Teen“ gekürt und nahm auch an der „Miss Teen USA“-Wahl teil. 2009 wurde sie für den Playboy fotografiert und war Playmate des Monats Oktober.
Seit 2010 arbeitet sie als Model für weltweite Kampagnen. 2013 wirkte sie in dem Musikvideo Blurred Lines mit. 2015 spielte sie in der Horrorkomödie Scouts vs. Zombies – Handbuch zur Zombie-Apokalypse die „Zombie-Stripperin Amber“.

## Privatleben
Elle Evans ist seit 2015 mit dem Musiker Matthew Bellamy liiert. Sie heirateten 2019 und bekamen 2020 eine Tochter.

## Filmografie (Auswahl)
- 2013: Robin Thicke feat. T.I. & Pharrell – Blurred Lines (Musikvideo)
- 2014: Two and a Half Men (Fernsehserie, Folge 11x14)
- 2015: Scouts vs. Zombies – Handbuch zur Zombie-Apokalypse (Scouts Guide to the Zombie Apocalypse)
- 2015: Muse – Mercy (Musikvideo)
- 2016: The Love Witch
- 2016: It’s Always Sunny in Philadelphia (Fernsehserie, Folge 11x03)
- 2017: Muse
- 2017: The Best People
- 2018: Big Muddy
- 2019: Barry (Fernsehserie, Folge 2x02)
- 2020: Legend of the Muse